# Kaptensgatan, Malmö

Kaptensgatan är en gata inom delområdet Lugnet i Malmö. Den sträcker sig från Drottninggatan till August Palms plats.
Kaptensgatan utlades 1876 och 1881 och utgjorde då gräns mellan Södra Förstaden (inkluderande Lugnet) och Rörsjöstaden, men 1981 flyttades denna gräns till Amiralsgatan. Ursprungligen anslöt Kaptensgatan till Föreningsgatan, men till följd av den omgestaltning som skedde 1985 i samband med byggandet av Malmö stadshus slutar den numera i söder vid August Palms plats. Efter att tidigare varit känd som raggarstråk är Kaptensgatan numera, bortsett från den nordligaste delen, endast öppen för gång- och cykeltrafik.
Kaptensgatan var även namn på en gata inom Limhamns köping. Inför inkorporeringen i Malmö stad ändrades detta namn 1914 till Gustafsgatan.